# Антоний Муса
Антоний Муса (на латински: Antonius Musa) е древноримски ботаник, фармаколог и лекар на император Октавиан Август.

## Биография
Антоний Муса е от гръцки произход и е освободен роб. Името Муса вероятно е съкращение от Мусодорос, а името Антоний се дължи на факта, че лекаря е роб, който е бил собственост на Марк Антоний и по-късно е освободен от него. В семейството на Октавиан идва чрез сестра му Октавия и дъщерята на Антоний. Той е ученик на Темисон от Лаодикея, а брат му Евфорб е лекар на Юба II, цар на Нумидия и Мавретания.
Musa са род дървоподобни растения, които включват банан, банан за готвене и много други видове, изглежда са кръстени на него. Възможно е Musa да е латинизация на арабското име на плода mauz (موز).
През 23 пр.н.е. Октавиан се разболява сериозно и очаквайки най-лошото в присъствието на най-изявените магистрати, конници и сенатори дава пръстена си с императорския печат на Агрипа. Муса успява да го излекува, според Плиний с някакъв вид маруля, която е била забранена да му се дава от предишният му лекар, или със студени бани (компреси) и отвари, според Дион Касий. В знак на признателност от Август и Сената, Муса получава голяма сума пари, правото да носи златни пръстени и е освободен от данъци, а римските граждани му издигат статуя и я поставят до тази на Асклепий.
По-късно неговата компетентност е поставена под въпрос от Дион Касий, тъй като Марцел се разболява и е лекуван по същия начин, но все пак умира. Хораций също се оплаква, че в Бая, Муса го е потопил в ледена вода посред зима.
Под името на Антоний Муса е издаден кратък медицински трактат, наречен De herba vettonica liber, в който се обясняват свойствата на билката лечебен ранилист. Смята се, че този трактат е издаден през 4-ти век от по-късен автор. Изглежда трактатът е използван като източник от византийският лекар Теодор Присциан.

### Цитирана литература

#### Класически автори
- Касий, Дион. „Римска История“ //  Книга 53.   Loeb Classical Library, 1917. (на английски)
- Плиний Стари. „Естествена История“ //  Книги 19, 25 и 29.   Loeb Classical Library. (на латински)
- Светоний. „Животът на Август“ //   Loeb Classical Library, 1913. (на английски)
- Хораций. Satires. Epistles. The Art of Poetry. //  превод: H. Rushton Fairclough; Епистоли, книга 1.   Cambridge, MA, Harvard University Press, 1926. (на английски)

#### Модерни автори
- Gervais, Alice. Que pensait-on des médecins dans l'ancienne Rome ? //  n°2.   Bulletin de l'Association Guillaume Budé, 1964. (на френски)
- Mouritsen, Henrik. The Freedman in the Roman World //   Cambridge University Press, 2011. ISBN 1139495038. (на английски)
- Langslow, D. R. Medical Latin in the Roman Empire //   Oxford University Press, 2000. ISBN 9780191657290. (на английски)
- Pareek, Sharma, O.P., Suneel. Systematic Pomology //  . Т. 1 – 2 (Set).   Scientific Publishers, 2017. ISBN 9789387741034. (на английски)
- Devic, L. Marcel. Dictionnaire étymologique des mots français d'origine orientale //   Paris : Imprimerie nationale, 1876. (на френски)
- Collins, Minta. Medieval Herbals: The Illustrative Traditions //   University of Toronto Press, 2000. ISBN 0802083137. (на английски)
- Maire, Brigitte. 'Greek' and 'Roman' in Latin Medical Texts: Studies in Cultural Change and Exchange in Ancient Medicine //   BRILL, 2014. ISBN 9789004273863. (на английски)
- Biggam, C.P. Blue in Old English: An Interdisciplinary Semantic Study //   BRILL, 2022. ISBN 9789004489486. (на английски)